# Новий Центр (Андорра)
Новий Центр (кат. Nou Centre) — правоцентристська політична партія в князівстві Андорра. Ідеологіями партії є християнська демократія і консерватизм.

## Історія
Партія була заснована в 2005 році в результаті злиття Андоррського демократичного центру і партії 21 століття. У 2011 році стала однією з партій-засновниць урядового блоку Демократи Андорри (разом з Ліберальною і Соціал-демократичною партіями). На парламентських виборах в Андоррі в 2009 році партія отримала 11 депутатських місця в парламенті Андорри.